# マルタ海軍艦艇一覧
マルタ海軍艦艇一覧は、マルタ共和国海軍が過去保有した、または現在保有する、または将来保有する予定の、未完成・計画中止を含めた歴代艦艇一覧である。
凡例

## 現有勢力（2024年現在）
- 国防予算：8,740万ドル[1]
- 海軍人員：370名[1]
- 艦船隻数：9隻（排水量20t以上）[1]

哨戒艦×2
哨戒艇×7
- 航空機数：10機[1]}

陸上固定翼機×4
陸上ヘリコプター×6

## 艦艇一覧（近代海軍）

### 哨戒艦艇

#### 哨戒・警備艦艇
哨戒艦
- 改サエッタ型 - 1隻[2]

P-61
- 旧・愛『エマー級』 - 1隻[2]

P-62
- OPV 748型 - 1隻[2]

P-71
哨戒艇
- オースタル 21m型 - 4隻[2]
- マリンプロテクター型 - 2隻[2]

### 補助艦艇

#### 支援艦艇
救難艇
- ヴィットリア型 - 2隻[2]